# Serie de Mercator
En matemáticas, la serie de Mercator o serie de Newton–Mercator es la serie de Taylor del logaritmo natural:
{\displaystyle \ln(1+x)\;=\;x\,-\,{\frac {x^{2}}{2}}\,+\,{\frac {x^{3}}{3}}\,-\,{\frac {x^{4}}{4}}\,+\,\cdots .}
Escrita utilizando notación sumatorio,
{\displaystyle \ln(1+x)\;=\;\sum _{n=1}^{\infty }{\frac {(-1)^{n+1}}{n}}x^{n}.}
La serie converge al logaritmo natural (desplazado en 1) cuando −1 < x ≤ 1.

## Historia
La serie fue descubierta, independientemente por Nicholas Mercator, Isaac Newton  y Gregory Saint-Vincent. Fue publicada por primera vez por Mercator, en su tratado Logarithmo-technica de 1668.

## Derivación
La serie puede ser obtenida del teorema de Taylor, mediante el cálculo inductivo de la nésima derivada del ln x en x = 1, comenzando con
{\displaystyle {\frac {d}{dx}}\ln x={\frac {1}{x}}.}
Alternativamente, se puede comenzar con la serie geométrica finita (t ≠ −1)
{\displaystyle 1-t+t^{2}-\cdots +(-t)^{n-1}={\frac {1-(-t)^{n}}{1+t}}}
que da
{\displaystyle {\frac {1}{1+t}}=1-t+t^{2}-\cdots +(-t)^{n-1}+{\frac {(-t)^{n}}{1+t}}.}
Se sigue que
{\displaystyle \int _{0}^{x}{\frac {dt}{1+t}}=\int _{0}^{x}\left(1-t+t^{2}-\cdots +(-t)^{n-1}+{\frac {(-t)^{n}}{1+t}}\right)\,dt}
y por integración término a término ,
{\displaystyle \ln(1+x)=x-{\frac {x^{2}}{2}}+{\frac {x^{3}}{3}}-\cdots +(-1)^{n-1}{\frac {x^{n}}{n}}+(-1)^{n}\int _{0}^{x}{\frac {t^{n}}{1+t}}\,dt.}
Si −1 < x ≤ 1, el término resto tiende a 0 cuando {\displaystyle n\to \infty }.
Esta expresión puede ser integrada iterativamente k veces más para obtener
{\displaystyle -xA_{k}(x)+B_{k}(x)\ln(1+x)=\sum _{n=1}^{\infty }(-1)^{n-1}{\frac {x^{n+k}}{n(n+1)\cdots (n+k)}},}
donde
{\displaystyle A_{k}(x)={\frac {1}{k!}}\sum _{m=0}^{k}{k \choose m}x^{m}\sum _{l=1}^{k-m}{\frac {(-x)^{l-1}}{l}}}
y
{\displaystyle B_{k}(x)={\frac {1}{k!}}(1+x)^{k}}
son polinomios en x.

## Casos especiales
Tomando x = 1 en la serie de Mercator se obtiene la serie armónica alternada.
{\displaystyle \sum _{k=1}^{\infty }{\frac {(-1)^{k+1}}{k}}=\ln 2.}

## Serie compleja
La serie de potencias compleja
{\displaystyle \sum _{n=1}^{\infty }{\frac {z^{n}}{n}}=z\,+\,{\frac {z^{2}}{2}}\,+\,{\frac {z^{3}}{3}}\,+\,{\frac {z^{4}}{4}}\,+\,\cdots }
es la serie de Taylor para -log(1 - z), donde log denota la rama principal del logaritmo complejo. Esta serie precisamente converge para todo número complejo |z| ≤ 1, z ≠ 1. De hecho, se puede ver mediante el criterio de d'Alembert, que esta tiene radio de convergencia igual a 1, por lo tanto, converge absolutamente en todo disco B(0, r) con radio r < 1. Más aún, esta converge en todo disco agujereado {\displaystyle \scriptstyle {\overline {B(0,1)}}\setminus B(1,\delta )}, con δ > 0. Esto es consecuencia inmediata de la identidad algebraica:
{\displaystyle (1-z)\sum _{n=1}^{m}{\frac {z^{n}}{n}}=z-\sum _{n=2}^{m}{\frac {z^{n}}{n(n-1)}}-{\frac {z^{m+1}}{m}},}
observando que el lado derecho es uniformemente convergente en todo el disco cerrado unidad.